# The Downward Spiral
Albums de Nine Inch Nails
Broken
(1992) The Fragile
(1999)
The Downward Spiral est le deuxième album studio du groupe de rock industriel américain Nine Inch Nails, sorti le 8 mars 1994 chez Interscope Records. Il s'agit d'un album-concept qui relate la destruction d'un homme, de son entrée dans la « spirale descendante » (downward spiral) jusqu'à sa tentative de suicide. L'esthétique de The Downward Spiral se fonde sur des éléments de musique industrielle, d'electronica et de metal, qui contraste avec l'orientation synthpop du premier album Pretty Hate Machine.
Coproduit par Trent Reznor et Flood, l'album a été pensé en 1991, après le Pretty Hate Machine Tour Series. L'année suivante, Reznor emménage à Beverly Hills, en Californie, où Broken et The Downward Spiral ont été enregistrés. Il a été influencé par divers albums tels que Low de David Bowie (1977) et The Wall de Pink Floyd (1979). La production a pris fin en février 1994 quand il a été mixé par Alan Moulder.
L'album a connu un succès immédiat, atteignant la deuxième place du classement américain Billboard 200 la semaine de sa sortie. En 1998, la Recording Industry Association of America (RIAA) confirme l'expédition de quatre millions d'exemplaires aux États-Unis et le certifie quadruple platine. The Downward Spiral a été le plus grand succès commercial de Nine Inch Nails et a assis la réputation du groupe. Hurt et Closer sont rentrés dans le Top 10, ce dernier avec un clip provocant. Il a été largement considéré par la critique comme le meilleur travail du groupe,. En 1995 sort Further Down the Spiral, un album de remixes, sous deux versions différentes. The Downward Spiral a été remasterisé et est ressorti pour son dixième anniversaire en formats haute-définition SACD et DualDisc.

## Production

### Arrière-plan, écriture et déménagement à Los Angeles
Les premières idées pour The Downward Spiral ont été élaborées après les concerts du festival Lollapalooza de 1991, qui a pris fin en septembre de la même année. Bien que la production par rapport au EP Broken de 1992 avait commencé fin 1991, le processus d'écriture pour le deuxième album n'a pas commencé avant 1992. Reznor avait écrit plusieurs poèmes après son séjour là-bas et noté les thèmes qu'il voulait explorer dans son journal,.
Initialement, Reznor devait enregistrer l'album à La Nouvelle-Orléans mais a changé d'avis pour des raisons financières. Il emménage en 1992 dans la maison située au 10050 Cielo Drive, à Beverly Hills, où l'actrice Sharon Tate a été assassinée par des membres de la "famille Manson" en 1969,. Reznor s'est procuré des instruments, du matériel de production et a construit un studio dans la maison qu'il nomma Le Pig, d'après le message qui avait été griffonné sur la porte d'entrée avec le sang de Tate par ses assassins.

### Enregistrement
The Downward Spiral a été enregistré au studio Le Pig en 1993. Broken a été en partie enregistré au même endroit, et un clip pour la chanson Gave Up a été tourné à l'intérieur même du studio.
Flood a déjà participé à deux des dix titres de Pretty Hate Machine (1989) (Head Like a Hole  et Terrible Lie), et trois chansons de l'EP Broken (1992) (Wish, Last, Gave Up). Il a été embauché en tant que coproducteur de plusieurs pistes sur The Downward Spiral. Reznor avait l'intention de se servir de l'EP Broken comme point de départ (en mettant l'accent sur « l'humeur, la texture, la retenue et la subtilité ») mais n'était pas encore certain de la direction musicale qu'allait prendre l'album.
Un certain nombre d'artistes furent invités pour l'enregistrement, dont Stephen Perkins, l'ancien batteur de Jane's Addiction et Porno for Pyros, sur I Do Not Want This, ainsi que le guitariste de rock progressif Adrian Belew sur Self Destruct et The Becoming. Belew dit de Reznor :
« Trent Reznor a une maîtrise étonnante de la technologie, ancienne comme nouvelle; c'est quelqu'un avec qui travailler est très intrigant, mais ça a aidé, d'une certaine façon. La musique elle-même repose sur tellement d'idées que j'avais en tête. »
Il a ensuite collaboré sur deux autres albums de Nine Inch Nails, The Fragile (1999), ainsi que l'album instrumental Ghosts I-IV (2008). Perkins a joué un certain nombre de pistes de batterie qui ont été enregistrées en studio puis échantillonnées, pour ensuite être manipulées électroniquement à l'aide du logiciel Pro Tools sur un ordinateur Macintosh. Reznor a adopté une approche similaire lors de l'enregistrement de la guitare, en capturant des sessions de jeu longues de 20 à 25 minutes, sur une guitare choisie au hasard branchée via une pédale Zoom 9030 à un enregistreur à disque dur avec un séquenceur Studio Vision.
Parmi les équipements que Reznor a utilisé pour la production se trouvent un Digidesign TurboSynth, un Marshall rack head, un clavier Prophet VS et des guitares Jackson et Gibson.
Néanmoins, la production a été en proie à plusieurs problèmes électriques, et un certain nombre de chansons ont dû être retravaillées. La sur-utilisation des équipements et des problèmes de compatibilité ont été cités comme des facteurs contribuant à ces problèmes.

### Post-production
L'une des dernières visites de Reznor à Le Pig a eu lieu en décembre 1993, qu'il relate au cours d'une entrevue en 1997 avec Rolling Stone :
« Lorsque je travaillais sur The Downward Spiral, je vivais dans la maison où Sharon Tate a été tuée. Et un jour j'ai rencontré sa sœur, Patti Tate. C'était un peu par hasard, on s'est croisé rapidement. Et elle m'a demandé : "est-ce que vous exploitez la mort de ma sœur en vivant dans sa maison ?" Pour la première fois, tout ça me mettait une claque. Je lui ai dit : "non, c'est juste ma manière à moi de m'intéresser au folklore américain. Je vis dans cet endroit où une étrange séquence de l'histoire s'est déroulée." Je crois que ça ne m'avait jamais frappé auparavant, mais là si. Elle avait perdu sa sœur dans des circonstances absurdes que je ne veux pas cautionner. Alors qu'elle me parlait j'en prenais conscience pour la première fois : "Et si ça avait été ma sœur ? Va te faire foutre Charles Manson." Je suis rentré chez moi et j'ai pleuré cette nuit là. Ça m'a fait comprendre qu'il y a plusieurs côtés aux choses, quoi. »
— Trent Reznor, Rolling Stone
Après l'enregistrement de l'album, Reznor a déménagé et la maison a été démolie peu après. The Downward Spiral est entré dans sa phase de mixage et de mastering, aux Record Plant Studios et aux A & M Studios situés à Los Angeles, en Californie. Alan Moulder, qui plus tard a coproduit The Fragile (1999) et With Teeth (2005), a été impliqué dans le mixage de l'album.

## Paroles et musique
De nombreuses métaphores parcourent The Downward Spiral et ses multiples niveaux de lectures laissent la porte ouverte aux interprétations. Il s'y exprime un certain nihilisme autour de thèmes prédominants tels que l'auto-destruction et le contrôle.
En partie autobiographique, l'album a pour fil conducteur la plongée d'un individu dans une folie solipsiste, enfermé dans son propre monde intérieur, à travers une "spirale descendante" métaphorique dans laquelle se mêlent religion, déshumanisation, violence, maladie, société, drogues, sexe et suicide.
« Sur le plan thématique, je voulais explorer l'idée de quelqu'un qui arracherait méthodiquement les surfaces du monde qui l'entoure, tranquillement, de ses relations sociales en passant par la religion, jusqu'à la remise en question globale. Quelqu'un qui disséquerait sa propre capacité à avoir des rapports avec les autres, ou à avoir quoi que ce soit en quoi croire. »
— Trent Reznor
L'esthétique de The Downward Spiral se fonde sur des éléments de musique industrielle, d'electronica et de metal qui contrastent avec l'orientation synthpop de Pretty Hate Machine. Ses arrangements empruntent son bruitisme à la musique industrielle, noise et shoegazing, intègrent de nombreuses dissonances dans les harmonies et les traitements particuliers que subissent les guitares dans Broken se poursuivent. Les titres ne sont pour la plupart pas structurés de manière conventionnelle et ne reposent pas sur le schéma couplet-refrain-couplet, tout en proposant des signatures rythmiques parfois atypiques pour le genre,. Un large panel de textures et d'atmosphères illustrent la trajectoire du personnage central et traduisent le goût prononcé de Trent Reznor pour la recherche sonore et une certaine exigence en termes de production. Le chant quant à lui passe fréquemment du soupir au hurlement, accentués par de nombreux effets, et use de ces contrastes tout au long de l'album.
« J'aime jouer avec le côté accessible parce que ça me permet d'être subversif et faire passer des choses en douce sans que les gens ne s'en rendent compte quand ils les entendent. Avec The Downward Spiral j'ai essayé de faire un disque avec un large éventail plutôt qu'un disque uniquement basé sur des guitares ou des synthés. J'ai essayé d'en faire quelque chose qui ouvrirait le champ des possibles pour NIN afin que nous ne soyons pas étiquetés. C'était une démarche consciente de se focaliser sur la texture et l'espace, plutôt que te matraquer la tête pendant une heure avec une guitare. »
— Trent Reznor
Le titre Mr. Self Destruct tourne autour des thèmes de l'emprise et de la soumission ; il se conclut par un sample du film THX 1138 dans un "rugissement industriel" auquel se mêle les sonorités d'un engrenage rotatif. Durant The Becoming le personnage abandonne son humanité et se laisse devenir machine. Closer se termine par un motif de piano : cette mélodie apparaît durant le second couplet de Piggy, jouée par un orgue, puis à nouveau dans le couplet de Heresy sous la forme de power chords, tandis qu'une version inversée (ascendante) est utilisée dans A Warm Place. Puis elle resurgit dans sa forme originelle sur The Downward Spiral. L'album s'est grandement inspiré du Low de David Bowie (voir également la proximité de A Warm Place et de Crystal Japan), mais également de l'album The Wall de Pink Floyd.
« Quand j'ai commencé Nine Inch Nails à l'âge de 23 ans, je travaillais dans un studio et j'avais toutes mes nuits pour faire le con avec. J'étais à fond dans la musique électronique à cette époque. L'album Low a sans doute été la plus grande influence de The Downward Spiral, pour moi. Je me suis mis à Bowie pendant la période Scary Monster, ensuite j'ai chopé Low et je suis tout de suite rentré dedans. Je m'en suis inspiré pour l'écriture, les atmosphères et les structures des morceaux. Ça m'a mené à Iggy Pop, les trucs comme The Idiot et la période Transformer de Lou Reed. »
— Trent Reznor

## Artwork
Committere, une installation comprenant des illustrations et des esquisses de Russel Mills pour The Downward Spiral a été présentée à la Glasgow School of Art. Mills s'est expliqué sur les idées et les matériaux de la peinture, intitulée Wound, qui est utilisée pour la pochette :

« J'ai songé à faire des œuvres qui porteraient sur les couches, physiquement, matériellement et conceptuellement. Je voulais produire des œuvres qui seraient à la fois exposition et révélation, et dans le même temps traiteraient de la fermeture et de la couverture. Étant données la nature des paroles et la puissance de la musique avec laquelle je travaillais, je sentais qu'il était légitime de tenter de faire un travail qui ferait allusion à l'imagerie apparemment contradictoire de la douleur et de la guérison. Je voulais faire de belles surfaces qui révéleraient partiellement la crudité viscérale sous les plaies ouvertes. L'assemblage "Wound" était la première pièce dans cette veine à laquelle je me suis attaquée et elle est devenue la pochette de l'album. Elle est composée de plâtre, d'acrylique, d'huile, de métaux rouillés, d'insectes, de papillons de nuit, de sang (le mien), de cire, de vernis et de bandage médical sur une planche de bois. »

## Réception
The Downward Spiral est sorti en mars 1994. L'album a débuté la semaine suivante au numéro deux sur les États-Unis Billboard 200 charts. À ce jour, l'album s'est vendu à plus de cinq millions d'exemplaires à travers le monde; le 28 octobre 1998, la Recording Industry Association of America (RIAA) a certifié l'album de platine quadruple, désignant les livraisons de quatre millions aux États-Unis, ce qui en fait l'album le plus vendu de Nine Inch Nails, The Downward Spiral a été bien accueilli par la critique. Jon Pareles de The New York Times a écrit : « chaque instrument, acoustiques ou synthétiques, semble réglé pour créer l'abrasion maximale sonore ». Pareles a affirmé que contrairement à d'autres groupes électro-industriels comme Ministry et Nitzer Ebb, « Reznor écrit des airs à part entière, il connaît son chemin autour des crochets mélodiques, et pas seulement des riffs et tandis que les puristes lui reprochent d'avoir vendu leurs genres insulaires, il fait atouts. eux, la musique n'est pas moins transgressive, et peut-être plus encore, parce qu'elles restent dans l'oreille ». Robert Christgau donné à l'album une mention honorable () note, et a déclaré que, musicalement, l'album est comparable à « Hieronymus Bosch en post-athée ». Rolling Stone a attribué à l'album quatre étoiles sur cinq, le réviseur Jonathan Gold a salué l'album. Entertainment Weekly a donné à l'album un B +, réviseur Tom Sinclair a écrit, « les sujets de Reznor (sexe, pouvoir, S&M, la haine, la transcendance) sont tous là, enveloppés de crochets qui ont frappé votre esprit avec la force d'un chalumeau ».

## Controverses
Alors que The Downward Spiral a acquis une grande notoriété au fil des années, l'album a été l'objet de nombreuses controverses en raison de ses paroles et des insultes constantes qu'on y trouve.
Ses thèmes transgressifs ont été, de manière prévisible, attaqués par des associations conservatrices américaines. Le sénateur Bob Dole, alors à la tête du Parti républicain, a vivement critiqué Time Warner après une rencontre entre Michael J. Fuchs (chef de la Warner Music Group), William Bennett et C. Delores Tucker, Tucker et au cours de laquelle Bennett a exigé que Fuchs consulte les paroles de Big Man with a Gun parce qu'ils pensaient que les paroles étaient une attaque contre le gouvernement des États-Unis. Reznor a affirmé que les paroles n'avaient rien à voir avec la politique :
« L'enregistrement était terminé. J'avais écrit ces paroles assez rapidement et je ne savais pas si j'allais les utiliser ou non. Pour moi, The Downward Spiral s'est réalisé avec un certain degré de folie. À l'origine de la chanson Big Man with a Gun, c'était de la folie. Mais elle consistait aussi à se moquer des conneries misogynes qu'on retrouve dans le gangsta rap. [...] que j'écoute beaucoup et apprécie. Je ne pouvais donc le faire sans un degré de violence misogyne et de haine des femmes. Puis, ma chanson a été interprétée de cette manière. Les paroles ont été sorties de leur contexte, et c'est ridicule.  »
— Trent Reznor,
.
Robert Bork aussi à plusieurs reprises référencé Big Man with a Gun dans son livre Slouching Toward Gomorrah comme preuve d'un déclin culturel. Le livre indique à tort qu'il s'agit d'une chanson de rap.
Avant le massacre du lycée de Columbine du 20 avril 1999, les deux étudiants meurtriers Eric Harris et Dylan Klebold ont référencé les paroles de Nine Inch Nails plusieurs fois dans leurs journaux, à la fin de Dylan Klebold nommant spécifiquement The Downward Spiral comme un symbole de sa dépression,.

## Liste des chansons
Toutes les chansons sont écrites et composées par Trent Reznor.
| 1.    | Mr. Self Destruct                           | 4:30 |
| 2.    | Piggy                                       | 4:24 |
| 3.    | Heresy                                      | 3:54 |
| 4.    | March of the Pigs                           | 2:58 |
| 5.    | Closer                                      | 6:13 |
| 6.    | Ruiner                                      | 4:58 |
| 7.    | The Becoming                                | 5:31 |
| 8.    | I Do Not Want This                          | 5:41 |
| 9.    | Big Man with a Gun                          | 1:36 |
| 10.   | A Warm Place                                | 3:22 |
| 11.   | Eraser                                      | 4:54 |
| 12.   | Reptile                                     | 6:51 |
| 13.   | The Downward Spiral                         | 3:57 |
| 14.   | Hurt                                        | 6:13 |
| 15.   | Dead Souls (bonus track sur le CD japonais) | 4:50 |
| 63:42 |                                             |      |

| CD bonus Edition Deluxe | CD bonus Edition Deluxe                                       | CD bonus Edition Deluxe | CD bonus Edition Deluxe | CD bonus Edition Deluxe | CD bonus Edition Deluxe | CD bonus Edition Deluxe | CD bonus Edition Deluxe | CD bonus Edition Deluxe | CD bonus Edition Deluxe |
| No                      | Titre                                                         | Durée                   |                         |                         |                         |                         |                         |                         |                         |
| ----------------------- | ------------------------------------------------------------- | ----------------------- | ----------------------- | ----------------------- | ----------------------- | ----------------------- | ----------------------- | ----------------------- | ----------------------- |
| 1.                      | Burn (B.O. de Tueurs nés)                                     | 5:00                    |                         |                         |                         |                         |                         |                         |                         |
| 2.                      | Closer (Precursor) (de l'album Closer to God)                 | 7:16                    |                         |                         |                         |                         |                         |                         |                         |
| 3.                      | Piggy (Nothing Can Stop Me Now) (de Further Down the Spiral)  | 4:03                    |                         |                         |                         |                         |                         |                         |                         |
| 4.                      | A Violet Fluid (du single March of the Pigs)                  | 1:04                    |                         |                         |                         |                         |                         |                         |                         |
| 5.                      | Dead Souls (B.O. de The Crow)                                 | 4:53                    |                         |                         |                         |                         |                         |                         |                         |
| 6.                      | Hurt (Quiet) (de l'album Further Down the Spiral, version US) | 5:08                    |                         |                         |                         |                         |                         |                         |                         |
| 7.                      | Closer to God (de Closer to God)                              | 5:06                    |                         |                         |                         |                         |                         |                         |                         |
| 8.                      | All the Pigs, All Lined Up (de March of the Pigs)             | 7:26                    |                         |                         |                         |                         |                         |                         |                         |
| 9.                      | Memorabilia (de Closer to God)                                | 7:22                    |                         |                         |                         |                         |                         |                         |                         |
| 10.                     | The Downward Spiral (The Bottom) (de Further Down the Spiral) | 7:32                    |                         |                         |                         |                         |                         |                         |                         |
| 11.                     | Ruiner (Demo)                                                 | 4:51                    |                         |                         |                         |                         |                         |                         |                         |
| 12.                     | Liar (Reptile Demo)                                           | 6:57                    |                         |                         |                         |                         |                         |                         |                         |
| 13.                     | Heresy (Demo)                                                 | 4:00                    |                         |                         |                         |                         |                         |                         |                         |
| 70:38                   |                                                               |                         |                         |                         |                         |                         |                         |                         |                         |